# Echinogammarus stoerensis
Echinogammarus stoerensis är en kräftdjursart som först beskrevs av D. M. Reid 1938.  Echinogammarus stoerensis ingår i släktet Echinogammarus och familjen Gammaridae. Arten är reproducerande i Sverige. Inga underarter finns listade i Catalogue of Life.